# ハンドグリッパー

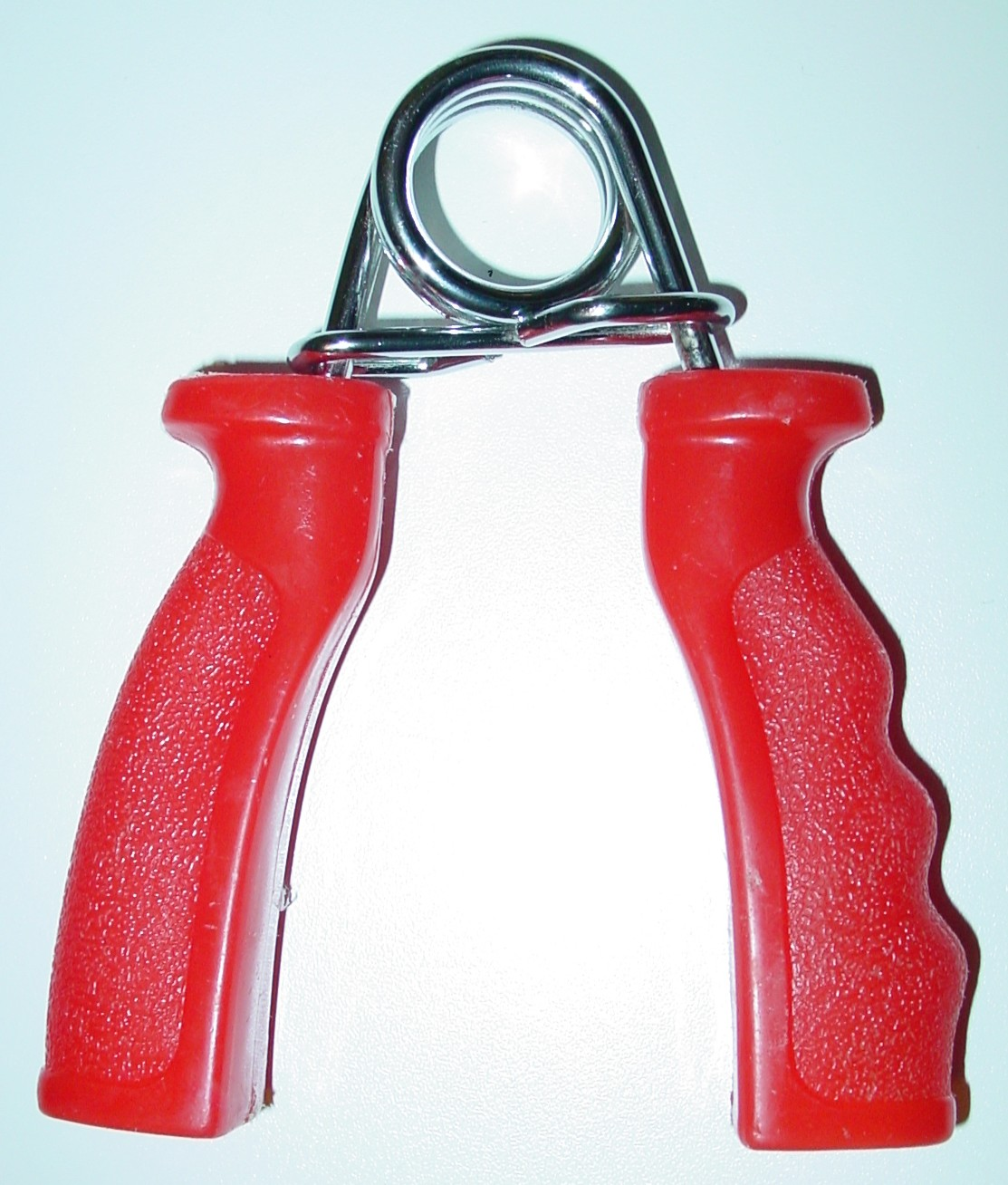
ハンドグリッパー

ハンドグリッパー (Hand-gripper) は握力を鍛えるための器具である。ナットクラッカー型（胡桃割り型）の器具であり、握力のうち特にクラッシュ力、つまりものを「握りつぶす力」を養成する（親指を除く4本の指を手のひらに握り込む筋力の強化を意味する）。クラッシュ力は握力計の数字に最も因果関係がある。英語では「グリッパーズ (Grippers)」と表記されることも多い。基本的には握っては戻しを繰り返すか、ある程度の時間握ったままにすることが多い。スポーツ的な要素として、完全に握ることを「クローズする」、または「クラッシュする」という。
大きく分けてスポーツグリッパーとトレーニンググリッパーの2種が存在する。前者は11kgから18kg程度の握力で握りつぶせるものであり、これをつぶすのは、筋力強化が目的というよりも持久運動に近いといえる。成人男女の握力平均は、日本男性で40kg半ば、女性でも30kg近くあり、大半の人にとってはつぶすのは容易である。スポーツグリッパーでは筋力強化の効果は薄い。なぜならば握力を含めた筋力強化は、ある程度自身の行えるぎりぎりのものを使わないと効果が薄いためでもある（ウエイトトレーニングで、より重いものを使うのと同様の理由である）。なお、こちらにおいては、ハンドルにはプラスチックを使用しているものも多い。

## トレーニンググリッパー

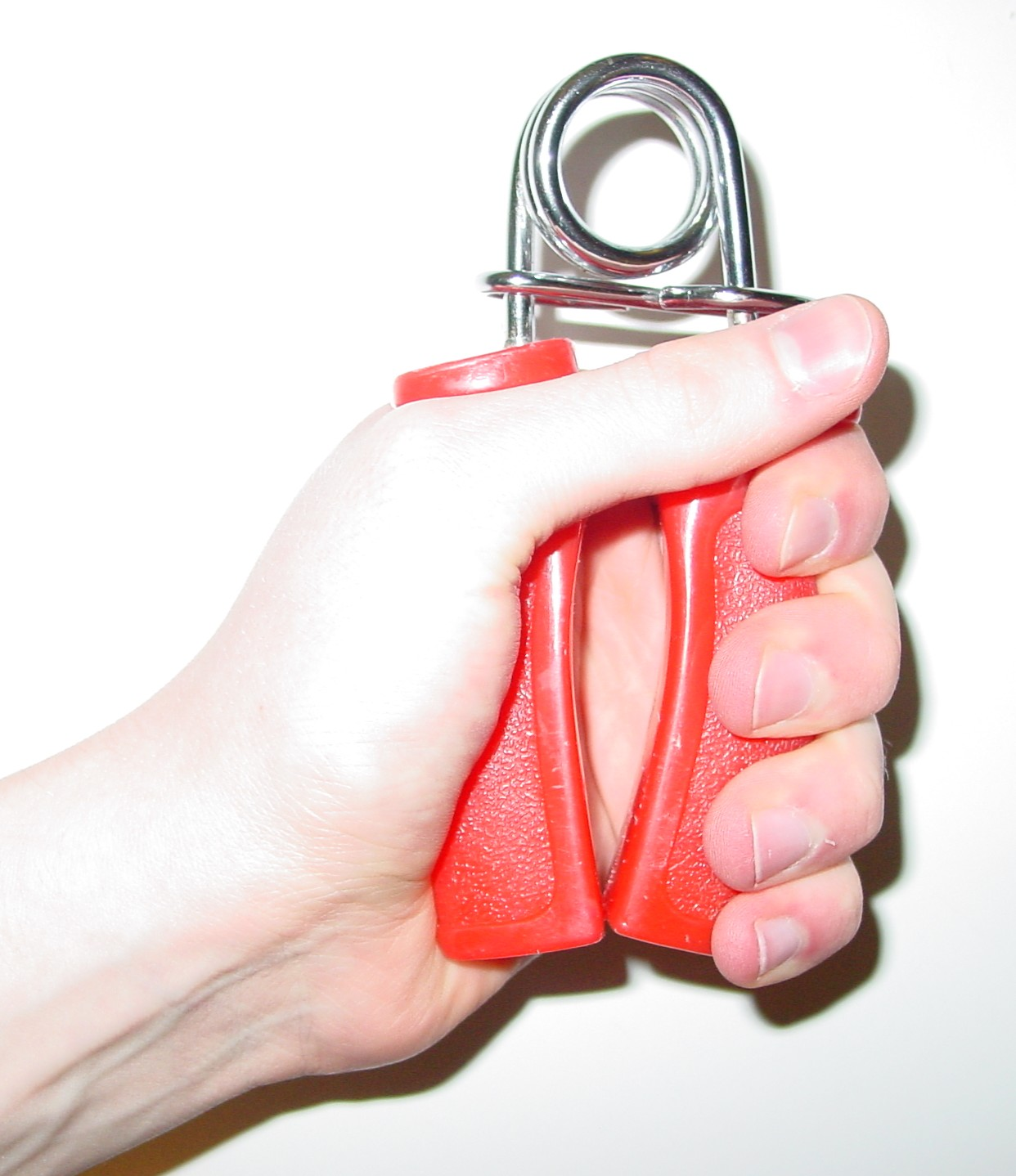
クローズ中のグリッパー

トレーニンググリッパーは筋力トレーニングを目的としているため、必要な握力が27kg程度から中には100kgを越える物まで存在する。これは、筋力を強化する目的であるためであるが、平均握力は上記のとおりであるから、握力を強化していない一般人には閉じること自体が難しいものもある。ウエイトトレーニングを行っている人でも、一般的なウエイトトレーニングでは握力はそれほど強化されないため同様である。グリップにはアルミニウムなどの金属を使用しているものが多い。現在では「ハンドグリッパーをクローズさせる」こと自体が一種のスポーツともなっており、そういった人はハンドグリッパーをクローズさせるためだけにトレーニングを行なっている。一定以上のグリップをクローズさせた場合、賞金を進呈するようなキャンペーンもある。
スポーツ用、トレーニング用とも、基本的にはスポーツ用品店で一般的に販売されており、握りつぶすのに必要な握力（kg単位）によって分類される。日本の一般的なスポーツ用品店では、およそ45kg程度が入手できる最高強度である。これは、それ以上は平均握力を超えてしまうため買う人自体が限られるためでもある。トレーニング用の製造企業としては日本ではイサミ、エバニューなどが存在するほか、海外製品では、RB（ロバート・バラバン）グリッパー（数字は必要握力であり、ポンド単位）や、アメリカのアイアンマインド社が発売しているCoC（キャプテンズ・オブ・クラッシュ・グリッパーズ）グリッパーen:Captains of Crush Grippersが存在するほか、BB（ビーフ・ビルダー）グリッパーなどが存在する。
ただし「逆の力も鍛えることも必要」という強化の原則から「開く」力を鍛えることも必要ではある。

### 閉じるのに必要な握力
必要握力で見ていくと、フルレンジでのクローズは、CoCのトレーナーやRB/130がおよそ45kg程度必要となり、一般店で売られている限界である。CoCはNo1であっても55kg程度が必要とされる。CoC/No2は元大関魁皇がクローズさせた記録があり、88kg程度の握力が必要である。この程度のものではBBのマスターなどが存在する。一般的には75kgが「りんごをつぶせる握力」として認知されている。BBグランドマスター RB/240などは片方の手で補助をするセットクローズでも握力90kg程度が必要とされ、約10名がクローズ認定（RB社）している。CoC/No3は127kg程度が必要である。日本においてこのクラスに入っているCoC/No3をクローズ認定（アイアンマインド社）させたのは4人しかいない。本人が申請していないため非公式であるが、ハンマー投の室伏広治もCoC/No3をクラッシュしたことがMILO: A Journal For Serious Strength Athletes（アイアンマインド社）で特集された。
更に強度の高いCoC/No4（必要握力165.6kg）をクローズ認定することができたのは世界で5人のみであり、日本人では今のところこれをクローズ認定させた人はいない。これと同等のものとしてはRB/365などが存在する。
| COC グリッパー              | ポンド     | キログラム（すべて約Xkg） |
| --------------------------- | ---------- | ------------------------- |
| ガイド                      | 60 lb.     | 27kg                      |
| スポーツ                    | 80 lb.     | 36kg                      |
| トレーナー                  | 100 lb.    | 45kg                      |
| ポイントファイブ（No. 0.5） | 120 lb.    | 54kg                      |
| No. 1                       | 140 lb.    | 63kg                      |
| No. 1.5                     | 167.5 lb.* | 75kg                      |
| No. 2                       | 195 lb.    | 88kg                      |
| No. 2.5                     | 237.5 lb.* | 108kg                     |
| No. 3                       | 280 lb.    | 127kg                     |
| No. 3.5                     | 322.5 lb.* | 146kg                     |
| No. 4                       | 365 lb.    | 165kg                     |

※Ironmind社、RB Japan社においては自社グリッパーの認定制度が設けられており、それぞれ片方の手で握りやすい位置まで縮めてからクローズすることが認められている。前者ではクレジットカードの幅、後者では2cm程度が補助の限度である。

### グリッパーによる差異
必要握力が同じ製品でも、ハンドルの厚さ（つぶすのに必要な圧力は直接的に影響しないが握りにくさに影響する）やハンドル間の距離（距離が広いほど手の小さな人には小指が直接ハンドルにかからず、フルレンジでは不利になる。距離が狭いほど、手の小さな人にとってはハンデが解消される。手の大きな人にはハンドル間の距離が狭くなる分には問題ない）等に仕様の上での差異がある。また、スプリングとハンドルまでの距離（てこの原理がかかる）が必要握力に影響する。同一製品でも若干の個体差があるとされる。
トレーニング用の色が強いものとして、ネガティブグリッパーと呼ばれる、片方のハンドルのみを延長させたものものもある。自分の握力でクローズできない強度のものでも握った状態から始めれば開かないように耐えることはできるので、長いほうを地面に付け、体重を使って強制的にクローズさせたあと、開かないように耐えることでトレーニングを行う。ただし、自身の限界を軽く越える必要握力のものを扱うため、事前にウォームアップを行わないと怪我につながることがある。

## 握力筋力トレーニングの重要性
握力は認知機能と相関関係があるためか、医学界では握力筋力トレーニングを非常に重要視しており、ハンドグリッパーのほか、握力筋力トレーニング用のパテも推奨されており、1日おきに10回の収縮運動を3セット行う一般的な握力筋力トレーニングが推奨されている。

## 参考
1. ↑  アイアンマインド社
2. ↑  Godman, Heidi (2022年9月1日). “Poor handgrip strength in midlife linked to cognitive decline” (英語). Harvard Health. 2024年5月1日閲覧。
3. ↑  Solan, Matthew (2024年3月1日). “Try this: Give your hands a hand” (英語). Harvard Health. 2024年5月1日閲覧。